# El Hormiguero
Vous pouvez aider à l'améliorer ou bien discuter des problèmes sur sa page de discussion.
- Il ne cite pas suffisamment ses sources. Vous pouvez indiquer les passages à sourcer avec {{référence nécessaire}} ou {{Référence souhaitée}}, et inclure les références utiles en les liant aux notes de bas de page. (Marqué depuis avril 2020)
- Il n’est pas rédigé dans un style encyclopédique. (Marqué depuis avril 2020)

- Archive Wikiwix
- Bing
- Cairn
- DuckDuckGo
- E. Universalis
- Gallica
- Google
- G. Books
- G. News
- G. Scholar
- Persée
- Qwant
- (zh) Baidu
- (ru) Yandex
- (wd) trouver des œuvres sur Wikidata

El Hormiguero (littéralement « La Fourmilière » en espagnol) est un talk-show espagnol, diffusé pour la première fois le 24 septembre 2006. L’émission est d’abord diffusée sur Cuatro, puis sur Antena 3 à partir de 2011. Elle traite aussi des sujets tels que la science ou la politique, avec un mélange d’humour, de magie, d’échanges avec des célébrités internationales ou avec des jeux et défis.

## Présentation
El Hormiguero compte plus de 1 000 épisodes qui ont été diffusés dans toute l'Espagne en l’espace de 14 ans. Lauréat du National Television Award 2016, El Hormiguero a également reçu la Rose d'or et TP de Oro, 10 Iris Awards, en plus de deux nominations aux Emmy International. Elle est animée et produite par le scénariste Pablo Motos. Pablo Motos et est assisté par deux marionnettes, Trancas et Barrancas. Parmi les collaborateurs figurent notamment Anna Simon, Pilar Rubio, El Monaguillo, ainsi que le couple d'acteurs Kira Miró et Salva Reina.
La septième émission du programme a commencé le 3 septembre 2012. L'émission de la deuxième saison est passée d'une diffusion hebdomadaire de 120 minutes à une diffusion quotidienne de 50 minutes débutant le 17 septembre 2007. 
Chaque nouvelle saison de El Hormiguero, le programme comique qui est présenté par Pablo Motos, intègre de nouvelles sections et de nouveaux collaborateurs afin de donner un nouveau souffle à un format qui a été diffusé pendant plus d'une décennie depuis sa première sur la chaine espagnol Cuatro et son passage ultérieur à la chaîne principale sur Atresmedia.        

## Évolution du programme de 2006 à 2019

### Casting des présentateurs

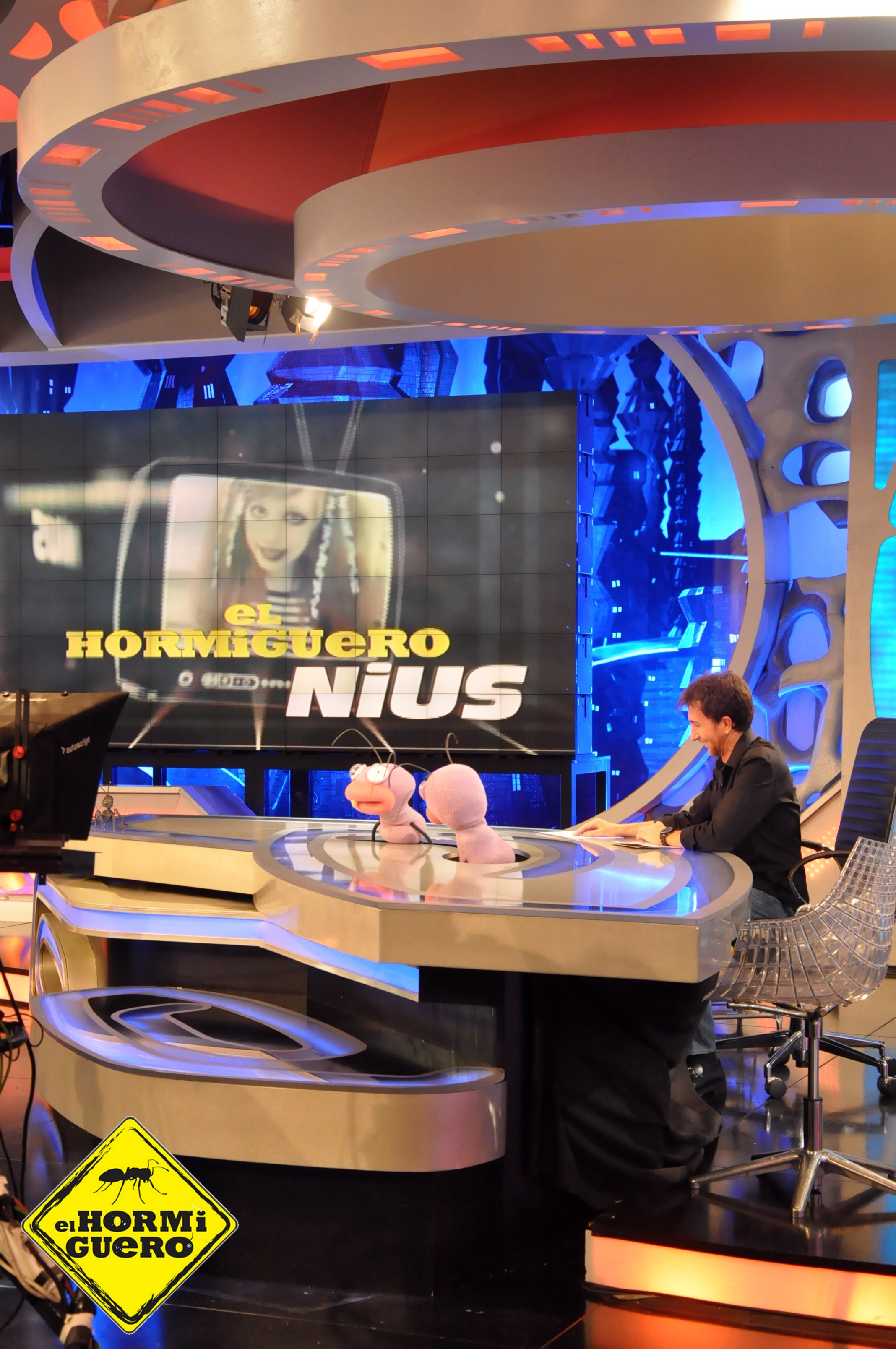

| Pablo Motos         | 530 épisodes | 2006-2019 |
| ------------------- | ------------ | --------- |
| Daniel Molla Herman | 462 épisodes | 2006-2019 |
| Juan Ibanez Perez   | 460 épisodes | 2006-2019 |
| Jorge Marron Martin | 354 épisodes | 2006-2019 |
| Jandro              | 295 épisodes | 2006-2018 |
| Flipy               | 243 épisodes | 2006-2011 |

## El Hormiguerodans le monde
El hormiguero a été créé en 2006 par Pablo Motos à la suite d'un programme radio. La première émission a eu lieu le 24 septembre 2006. Après son succès en Espagne, d'autres pays tels que le Brésil, le Portugal et le Chili ont acheté les droits et diffusé leur propre version du programme.
En janvier 2010, le Chili a présenté en première sa version de El Hormiguero qui, bien que portant le même nom qu'en Espagne, avait deux présentateurs : Tonka Tomicic et Sergio Lagos. Les fourmis, Trancas et Barrancas, ont eu un grand rôle dans le programme comme dans la version espagnole.
Le Brésil a également créé sa propre fourmilière en juillet 2010, O formigueiro, avec Marco Luque comme animateur de l'émission. Les fourmis portent le même nom que dans la version portugaise : Tana et Jura. L'émission n'était pas quotidienne, mais était diffusée le dimanche après-midi. 

## Versions internationales
- Elle a été fondée le 24 septembre 2006 sous le nom de El hormiguero en Espagne, présenté par Pablo Motos, diffusé par Cuatro et Antena 3.
- Le 22 décembre 2009 est né O formigueiro, la version portugaise du programme, présentée par Marco Horácio et diffusée par la chaîne portugaise SIC.
- Le 3 janvier 2010, la version chilienne du format, du même nom que la version espagnole et présentée par Tonka Tomičič et Sergio Lagos, a été diffusée en première sur la chaîne 13. Le programme a été annulé après 13 épisodes.
- Le 8 juillet 2010 a eu lieu la première de O formigueiro, la version brésilienne du programme, présentée par Marco Luque et diffusée par Band.
- Televisión Azteca a présenté la version mexicaine du talk-show, avec le présentateur vedette Mauricio Mancera et ses propres fourmis appelées Pichas y Cachas au lieu de Trancas y Barrancas. Hormiguero MX a été produit pendant 2 saisons, mais a été étonnamment annulé pendant la deuxième saison, car la Televisión Azteca a commencé un plan d'austérité en 2015.53
- En 2013, Will Smith a tenté de transférer le format aux États-Unis, qui ont acquis les droits, NBC ou CBS ayant manifesté leur intérêt, mais cela ne s'est jamais concrétisé.

### Éditions étrangères
| Pays                      | Chaîne de télévision | Nom                                                                                        | Date de publication | Date de fin      | Présentateur(s)               | Saisons          |
| ------------------------- | -------------------- | ------------------------------------------------------------------------------------------ | ------------------- | ---------------- | ----------------------------- | ---------------- |
| Espagne (format original) | Cuatro / Antena 3    | El Hormiguero (2006-2010). El Hormiguero 2.0 (2010-2011). El Hormiguero 3.0 (2011-présent) | 24 septembre 2006   | -                | Pablo Motos                   | 14               |
| Portugal                  | SIC (Portugal)       | O formigueiro                                                                              | 23 décembre 2009    | -                | Marco Horacio                 | 11               |
| Chili                     | Canal 13             | El Hormiguero                                                                              | 3 janvier 2010      | 31 janvier 2010  | Tonka Tomičič et Sergio Lagos | 1 (13 épisodes)  |
| Brésil                    | Band                 | O formigueiro                                                                              | 25 juillet 2010     | 16 décembre 2010 | Marco Luque                   | 1 (20 épisodes)  |
| Mexique                   | TV Azteca            | El Hormiguero MX                                                                           | 15 juillet 2014     | 27 mai 2015      | Mauricio Mancera              | 2 (135 épisodes) |